# 大宮駅西口DOMショッピングセンター
大宮駅西口DOMショッピングセンター（おおみやえきにしぐち ドン ショッピングセンター）は、埼玉県さいたま市大宮区の大宮駅西口にあるショッピングセンターである。

## 概要
土地区画整理事業に伴い、地権者らが保有する土地を短冊型集合換地の手法で土地信託に付し、建設した商業ビルである。当初の核テナントはダイエー大宮店と丸井大宮店であり、それぞれの社名とOMIYAの頭文字 (Daiei-Omiya-Marui) および「ドンドン集客」との意味でDOMの正式名称は『ドン』である。
DOM建物と道路を隔てた西側は、地権者らによる飲食店店を1階に配置、2階から6階を立体駐車場とした「DOM PARTII グルメプラザ／立体駐車場棟」があり、2階の立体駐車場部分とペデストリアンデッキで接続している。鐘塚公園前のスクランブル交差点に、独立した建物の「DOM PART III（大宮西口共同ビル別館）」があり、丸井大宮店別館（事務所）、歯科医院、オープンハウス大宮西営業センター、栄光ゼミナール、大宮献血ルームウエストとして機能している。2017年10月に、DOM建物に初のテナント校として早稲田アカデミーが入居した。
丸井、イオンスタイル、ハンズと専門店街で構成されている。2017年中に入居したモンベル・GAP・ハニーズ・早稲田アカデミー・ウエルシア薬局・フットボールパーク・DAISOはイオンスタイル（旧ダイエー）内、サカゼン、無印良品は丸井内のテナント扱いとなっている。2024年には旧ダイエー内のDAISOが7階から6階へ移転し、Standard Products・THREEPYとの複合店舗へ移行。
2025年には核テナントの一つであるダイエーの運営をイオンリテールが引き継ぎ、同年6月にイオンスタイル大宮西口駅前に改め新装オープンした。

## 沿革
- 1982年（昭和57年）9月 - フジタが施工し開業した。ダイエー、丸井が核テナントとなった。
- 2007年（平成19年）2月 - ダイエーのフロアを縮小した上で改装し、ダイエーゾーンの2階一部と3階にOPA、4階と5階に東急ハンズ（現：ハンズ）がオープン。6階部分には丸井が拡大した。これに伴い売場や店舗によって丸井・ダイエー・OPA・東急ハンズ・DOM専門店街と管轄が異なっている。
- 2016年（平成28年） - ダイエーゾーン内に存在していた丸井の6階、7階フロアが閉店し、丸井は規模を縮小した。
- 2017年（平成29年）
  - 1月 - OPAが閉店。ダイエーゾーンの2階一部、3階は閉鎖された。
  - 7月 - ダイエーゾーン2階にモンベル、丸井ゾーン1階から移転してGAPが開店した。
  - 9月 - ダイエーゾーン3階にユニクロ、かつてOPAに出店していたハニーズとチュチュアンナ、丸井ゾーン5階にサカゼンが開店した。
  - 10月 - ダイエーゾーン7階に早稲田アカデミーが開校。
  - 11月 - ダイエーゾーン1階にウエルシア薬局、7階にフットボールパーク、ダイソーが開店した。
- 2018年（平成30年）6月 - ダイエーゾーン6階にノジマ、タイトーFステーションが開店した。
- 2019年（平成31年、令和元年）
  - 3月 - マルイゾーン4階と2階の一部に無印良品が開店した[2]。
  - 9月 - ダイエーゾーン3階のユニクロが閉店。
  - 11月 - ダイエーゾーン3階に石井スポーツが開店。
- 2020年（令和3年）8月 - ダイエーゾーン3階にドクターランド大宮が開院。
- 2022年（令和4年）4月 - ダイエーゾーン3階の石井スポーツが閉店。さいたま新都心駅前店と統合。
- 2023年（令和5年）
  - 2月 - ダイエーゾーン6階のノジマが閉店。高島屋大宮店に同年5月に開店した新店舗へ事実上移転。またダイエーゾーン3階にTCB東京中央美容外科大宮西口院が開院。
  - 5月 - ダイエーゾーン3階にウエルシア薬局の調剤専門薬局（1階の店舗とは別店舗扱い）が開店。
  - 11月 - ダイエーゾーン6階のタイトーFステーションが閉店。大宮大門町店と一旦統合。
- 2024年（令和6年）6月 - ダイエーゾーン7階にタイトーFステーションが再出店。
- 2025年（令和7年）
  - 1月31日 - ダイエー大宮店が休業[3]。
  - 3月1日 - ダイエー大宮店の運営をイオンリテールが承継[4]。ダイエーゾーンはイオンゾーンに改称される。
  - 6月4日 - ダイエー大宮店をイオンスタイル大宮西口駅前[5]に改め、改装オープン[6]。